# Never Let Me Down Again
«Never Let Me Down Again» (en español, Nunca me decepciones otra vez) es el décimo noveno disco sencillo del grupo inglés de música electrónica Depeche Mode, el segundo desprendido de su álbum Music for the Masses, publicado en 1987.
Never Let Me Down Again es un tema compuesto por Martin Gore que se convirtió en uno de los más exitosos de todo el suceso que significó Music for the Masses.
El último concierto del Tour for the Masses, realizado el 18 de junio de 1988, en el estadio Rose Bowl, en la ciudad de Pasadena, California, marcó un punto importante en el tema ya que sobre el cierre del mismo, el cantante Dave Gahan comenzó a mover los brazos de un lado para otro y el público empezó a imitarlo. Desde entonces se volvió una tradición, cada vez que se interpreta el tema en un concierto, durante el cierre el cantante agita los brazos y el público hace lo mismo.
Como lado B apareció la canción Pleasure, Little Treasure, así como remezclas de To Have and to Hold y de la misma Never Let Me Down Again, los cuales fueron adicionalmente incluidos en la edición en CD del álbum Music for the Masses.
Es la canción más veces tocada en conciertos en la historia de DM, con 1,076 interpretaciones.

## Descripción
Never Let Me Down Again es prácticamente la primera canción apoteósica de Depeche Mode, apenas junto con las posteriores Enjoy the Silence, Personal Jesus, I Feel You y Walking in My Shoes.
Comienza con un extraño y característico efecto de guitarra eléctrica distorsionada, como el que posteriormente sería capitalizado en I Feel You, y que a decir de los propios miembros fue producto de la improvisación pero quedó bien como inicio del tema, para pasar a una lograda base sintética llena de sonidos y efectos fuertes que en conjunto resultan bastante dramáticos, complementados con el teclado de Alan Wilder en su característica notación grave que sólo lo hace oír aún más pesaroso, y una letra simple que ha sido motivo de especulación pues en apariencia habla tan sólo de amistad incondicional, aunque otros la interpretan como un clamor por ayuda en situaciones difíciles, en específico sobre drogas o alcohol pues por aquella época Martin Gore y David Gahan vivían inmiscuidos en excesos y extravagancias producto de sus adicciones.
Como la gran mayoría de temas de DM cantados por David Gahan, en realidad el tema está vocalizado a dueto con Gore más de la mitad de toda su letra, aunque lo que resalta es la fuerza con que cantan los estribillos pues la melodía conduce a que estos suenen como auténticos gritos. Después del puente principal, el cierre del tema está hecho con una base electrónica todavía más dramática que simula momentáneamente ser gritos.
Con independencia de ello, la musicalización es lo que siempre ha llamado más la atención por su contundencia de sonido sin caer en la música industrial, con lo cual el sonido de DM se pulía a lo que posteriormente sería el álbum Violator, consiguiendo sonidos más acabados producto de la ingeniería en sus sintetizadores creando melodías a partir sólo de mezclar efectos del teclado e incorporando instrumentos acústicos igualmente trastocados por el elemento electrónico.
La versión larga Split Mix, referida también solo como Remix, amplia el efecto de entrada, mientras presenta una especie de segunda parte del tema.
Los integrantes de DM indistintamente le llaman de manera corta Never Let Me Down, curiosamente igual que un álbum y tema epónimo del músico inglés David Bowie de ese mismo año.

## Lados B
El lado B estándar, es decir el del disco de 7 pulgadas, fue la corta canción bailable "Pleasure, Little Treasure", también de Gore, de apenas un par de minutos de duración, sin embargo en la edición en disco de 12 pulgadas del sencillo aparece una versión extendida bajo la mezcla Glitter Mix, la cual se adicionó a la edición en CD y en casete del álbum Music for the Masses.
Como curiosidad, si bien el sencillo, "Stripped", y su lado B "But Not Tonight", fuera el último de DM en tener propiamente versión corta y versión larga, fue más bien "Pleasure, Little Treasure" el último tema del grupo tanto con versión corta como con versión extendida. De hecho, en este caso la versión extendida, la Glitter Mix, fue la que recibió mayor difusión.
Además aparecieron en las múltiples ediciones diversas remezclas, una de ellas la Spanish Taster del tema "To Have and to Hold" del Music for the Masses. Martin Gore deseaba inicialmente que "To Have and to Hold" tuviera el sonido de esta versión, con un persistente dramático teclado cubriendo toda la letra, pero Alan Wilder tornó el tema en la función siniestra que acabó incluyéndose en el álbum. Por último la más rítmica versión Spanish Taster de Martin Gore apareció en el sencillo Never Let Me Down Again y se adicionó también a la edición en CD y en casete de Music for the Masses, por lo que no es difícil de encontrar.
"Pleasure, Little Treasure" tuvo adicionalmente una edición como sencillo promocional, en su versión en directo desprendida del álbum 101, sólo para España y Francia.

## Formatos

### En disco de vinilo
7 pulgadas 7 Mute Bong14  Never Let Me Down Again
| Lado A |                           |          |  |
| N.º    | Título                    | Duración |  |
| 1.     | «Never Let Me Down Again» | 4:20     |  |

| Lado B |                             |          |  |
| N.º    | Título                      | Duración |  |
| 1.     | «Pleasure, Little Treasure» | 2:51     |  |

12 pulgadas 12 Mute Bong14  Never Let Me Down Again – Split Mix
| Lado A |                                       |          |  |
| N.º    | Título                                | Duración |  |
| 1.     | «Never Let Me Down Again» (Split Mix) | 9:30     |  |

| Lado B |                                           |          |  |
| N.º    | Título                                    | Duración |  |
| 1.     | «Pleasure, Little Treasure» (Glitter Mix) | 5:31     |  |
| 2.     | «Never Let Me Down Again» (Aggro Mix)     | 4:52     |  |

12 pulgadas L12 Mute Bong14  Never Let Me Down Again – Tsangarides Mix
| Lado A |                                             |          |  |
| N.º    | Título                                      | Duración |  |
| 1.     | «Never Let Me Down Again» (Tsangarides Mix) | 4:22     |  |

| Lado B |                                        |          |  |
| N.º    | Título                                 | Duración |  |
| 1.     | «Pleasure, Little Treasure» (Join Mix) | 4:53     |  |
| 2.     | «To Have and to Hold» (Spanish Taster) | 2:33     |  |

12 pulgadas Sire 9 20783-0  Never Let Me Down Again
| Lado A |                                       |          |  |
| N.º    | Título                                | Duración |  |
| 1.     | «Never Let Me Down Again» (Split Mix) | 9:31     |  |
| 2.     | «Never Let Me Down Again» (Aggro Mix) | 4:53     |  |

| Lado B |                                             |          |  |
| N.º    | Título                                      | Duración |  |
| 1.     | «Pleasure, Little Treasure» (Glitter Mix)   | 5:34     |  |
| 2.     | «Pleasure, Little Treasure» (Join Mix)      | 4:51     |  |
| 3.     | «Never Let Me Down Again» (Tsangarides Mix) |          |  |

### En CD
| Mute CD Bong14 Never Let Me Down Again |                                        |          |  |
| N.º                                    | Título                                 | Duración |  |
| 1.                                     | «Never Let Me Down Again» (Split Mix)  | 9:34     |  |
| 2.                                     | «Pleasure, Little Treasure» (Join Mix) | 5:05     |  |
| 3.                                     | «To Have and to Hold» (Spanish Taster) | 2:33     |  |
| 4.                                     | «Never Let Me Down Again» (Aggro Mix)  | 4:54     |  |

CD 1992 y 2004
En 1992 se publicó de nuevo en formato digital, como reedición en CD de sencillo. Para 2004 con ese mismo contenido se publicó para incluirlo en la colección The Singles Boxes 1-6 de ese año.
| Mute CD Bong14 Mute CD Bong14X Never Let Me Down Again |                                             |          |  |
| N.º                                                    | Título                                      | Duración |  |
| 1.                                                     | «Never Let Me Down Again» (7” versión)      | 4:23     |  |
| 2.                                                     | «Pleasure, Little Treasure» (7” versión)    | 2:53     |  |
| 3.                                                     | «Never Let Me Down Again» (Split Mix)       | 9:36     |  |
| 4.                                                     | «Pleasure, Little Treasure» (Glitter Mix)   | 5:37     |  |
| 5.                                                     | «Never Let Me Down Again» (Aggro Mix)       | 4:57     |  |
| 6.                                                     | «Never Let Me Down Again» (Tsangarides Mix) | 4:24     |  |
| 7.                                                     | «Pleasure, Liitle Treasure» (Join Mix)      | 4:55     |  |
| 8.                                                     | «To Have and to Hold» (Spanish Taster)      | 2:35     |  |

## Vídeo promocional
El vídeo promocional de "Never Let Me Down Again" fue dirigido por el fotógrafo holandés Anton Corbijn, quien imprimió en éste, como en muchos otros que ha realizado para el grupo, su particular visión simplista consiguiendo un cortometraje elocuente y al mismo tiempo lleno de simbolismos. El vídeo está totalmente en blanco y negro, y muestra a David Gahan tomando una carretera en un viejo coche compacto europeo (específicamente un BMW Isetta) mientras en el camino aparecen los otros tres integrantes corriendo y buscándole para “no dejarlo caer”, hasta que el vocalista acaba textualmente apoyado en unas muletas sin poder ponerse de pie.
Como curiosidad, la historia del vídeo está continuada con la del sencillo "Behind the Wheel" del mismo álbum. Este se incluye en The Videos 86>98 de 1998, en The Best of Depeche Mode Volume 1 de 2006 y en Video Singles Collection de 2016.
El vídeo tiene dos versiones, pues para la colección Strange de 1988 se incluyó uno que usa la mezcla de la versión larga Split Mix, con la entrada y el cierre acotados.
Para la gira Devotional Tour, y consecuentemente en su extensión Exotic Tour, tuvo además una proyección de fondo, también dirigida por Corbijn, en la cual aparecía un astronauta flotando en un espacio junto a pirámides; una de las proyecciones de concierto más curiosas de DM. Según se reveló en la edición en DVD del concierto Devotional, la primera mitad de la proyección se extravió irremediablemente.

## En directo
"Never Let Me Down Again" fue el primer tema de DM que desde su publicación ha sido incluido en cada concierto de cada gira, solo sin considerar dos ensayos en las giras Exciter Tour y Touring the Angel, y otro cancelado también de la gira Touring the Angel, de hecho fue el único tema anterior a 1997 que formó parte de las dos Ultra Parties.
El récord lo ostenta solo junto con "Enjoy the Silence" y "Personal Jesus", pero al ser la más antigua de éstas se convierte de tal modo en el tema con mayor número de apariciones en conciertos de DM, pues durante el Memento Mori World Tour de 2023-2024 alcanzó las más de mil interpretaciones en el escenario, por mucho la más tocada de todo su repertorio. Esto debido al propio gusto de los miembros por ella más que a su éxito en sí, pues siempre ha sido particularmente popular sobre todo en el continente europeo, y gracias a que desde darse a conocer demostró ser un tema para conciertos, por la potencia de su sonido, el detalle de las manos del público y el conjunto de sus elementos.
En conciertos se interpreta casi desde su publicación de modo semiacústico, si bien durante el for the Masses y en el World Violation Tour se ejecutó una forma híbrida de sus versiones Split Mix y Aggro Mix, y ya desde 1993 se incorporó batería en lugar del efecto de las cajas de ritmos, mientras desde 1998 se integró la guitarra eléctrica en lugar del sampler, haciéndolo un tema eminentemente electroacústico, además el puente que antecede al cierre en conciertos se torna siempre particularmente largo y en cada gira con un arreglo sintético distinto acentuando su carácter de tema electrónico, con lo cual en escenarios resultaba una de las funciones más prolongadas. Cabe destacar que durante los Devotional y Exotic Tour, la batería fue ejecutada de manera acústica por Alan Wilder, con lo que comenzaba con su etapa más orgánica en escenarios, la cual se volvió permanente desde ese momento.
Para las versiones durante las giras Devotional-Exotic Tour, así como en el Tour of the Universe, se tocaba con la entrada de la versión larga Split Mix.
Amén de las casi mil veces que se ha interpretado en concierto, Dave Gahan e incluso Alan Wilder la han interpretado en sus propios conciertos, lo cual solo incrementa su número de apariciones en vivo.
"Pleasure, Little Treasure", en su versión larga Glitter Mix, se interpretó también durante toda la gira Tour for the Masses. Curiosamente la versión en vivo que aparece en el directo 101 tuvo una edición como sencillo promocional solo en Francia y en España, la cual en realidad fue el único segundo sencillo que generó ese álbum.

## En la cultura popular
La canción apareció en la serie de HBO de 2023 The Last of Us. Se reprodujo durante el final del primer episodio, "When You're Lost in the Darkness". Craig Mazin, el cocreador de la serie, eligió la canción debido a su mezcla de sonidos optimistas y letras oscuras; sintió que su título se refería a la relación entre Joel y Ellie, y señaló que se repetiría más adelante en la temporada de una manera diferente. A raíz de la aparición de la canción en la serie, la cantidad de reproducciones del tema en línea se triplicó.